# Marcel Reece
Pour les articles homonymes, voir Reece.
(en) Statistiques sur pro-football-reference
Marcel Antoine Wayne Reece, né le 23 juin 1985 à Inglewood, est un joueur américain de football américain évoluant au poste de fullback.

## Biographie
Il étudie à l'université de Washington et joue alors pour les Huskies de Washington. Il n'est pas alors fullback mais halfback.
Il n'est pas sélectionné à la Draft 2008 mais signe avec les Dolphins de Miami. Néanmoins, sans avoir joué de matchs officiels, il signe aux Raiders d'Oakland. C'est dans cette franchise qu'il devient fullback à part entière.